# Мария Тальони
Мария Тальони (на италиански: Maria Taglioni) (23 април 1804 – 22 април 1884) е прославена италианска балерина, балетна педагожка и балетмайсторка от XIX век, епохата на Романтизма, представителка на италианската балетна династия Тальони. Смятана е за първата балерина, танцувала на палци (en pointe).

## Произход и младежки години
Родена е в Стокхолм, Швеция, в семейството на италианския хореограф Филип Тальони и шведската балерина Софи Карстен (внучка на шведския оперен певец Кристофер Кристиян Карстен и полската оперна певица и актриса Софи Стебновска). Брат ѝ Пол също е танцьор и хореограф; двамата танцуват често заедно в началото на кариерата си.

## Брак
Сключва брак с граф Албер Жилбер де Воазен на 14 юли 1832 г. г. Двамата прекарат малко време заедно и той умира през 1863 г. От брака им се раждат дъщеря им Йожени-Мари Едвиге и синът им Жилбер. По-късно за известно време съжителства с руския княз Александър Трубецкой, когото някои автори считат за баща на сина ѝ. Княз Трубецкой по-късно се жени за дъщеря ѝ.

## Кариера
Тальони започва да се занимава с балет на 12-годишна възраст под ръководството на баща си, когато семейството се мести във Виена, Австрия. Филип Тальони въвежда строг репетиционен режим, включващ стоене дълго време в позиции и двучасови сесии от упражнения, адажиа и скокове.
Дебютът ѝ е на 10 юни 1822 г. във Виена в балета La Reception d'une Jeune Nymphe à la Cour de Terpsichore по хореография на баща ѝ. Успехът ѝ е моментален и следват гастроли във всичко големи градове в Германия..
На 23 юли 1827 г. дебютира в Гранд опера в Париж. Баща ѝ успява да договори отлични условия за нея, както и мястото на балетмайстор за себе си, за да може да поставя ролите ѝ. Популярността ѝ нараства с роли в Le Sicilien, Le Carnaval de Venise, Le Dieu et la Bayadère и Robert le Diable.
Дебютът ѝ на лондонската сцена е през 1829 г. Славата на Мария обаче идва с балета „Силфида“, създаден от баща ѝ по музика на Жан Шнайцхофер, специално за да покаже уменията ѝ, и поставен на 26 юли 1832 г. в Ковънт Гардън. В него за първи път се използва палцовата техника за подсилване на естетическия ефект, а не просто като акробатичен номер. Тальони остава в Парижката опера до 1837 г.

Тальони се споменава често в романите на Балзак, а Такъри пише, че младите мъже от нейното време 
| „ | никога няма видят нещо по-грациозно от Тальони в „Силфида“. | “ |

През 1837 г. Тальони напуска Театъра на Нейно Величество в Лондон и заминава за Санкт Петербург, където танцува три години в Имперския балет. В Русия Тальони придобива почти култов статут. След последното ѝ представление в страната (1842 г.) чифт нейни палци с продадени на търг за 200 рубли, за да бъдат сготвени и сервирани за вечеря на група балетомани.
През 1845 г. Тальони танцува с три други големи балерини на времето си – Карлота Гризи, Люсил Гран и Фани Черито, в балета Pas de Quatre, поставен в Лондон специално за тях.

## Последни години
Тальони спира да танцува през 1847 г. Живее в Италия и Лондон.
Връзката ѝ с балета обаче не е прекъсната. Когато новият танцов директор на Гранд опера – Люсиен Петипа, и неговият ученик, хореографът Луи Меран, реорганизират балета на операта, Тальони е в журито на първия конкурс за подбор на танцьори за кордебалета (1860 г.).
Табьони прави опит и като хореограф. Единствената ѝ творба е Le papillon („Пеперудата“, 1860 г.) е поставена за ученичката ѝ Ема Ливри (която загива трагично през 1863 г. при сценичен инцидент, в който костюмът ѝ е запален от газова лампа, използвана за осветяване на сцената).
Йохан Щраус-син композира полка на нейно име (опус 173), но всъщност творбата е за племенницата на Тальони и дъщеря на Паоло Тальони. Поради съвпадението на имената, двете често са бъркани.
Тальони губи голяма част от спестяванията си при финансови спекулации и е принудена да се изхранва като учителка по балет и етикет.
През последните две години от живота си живее при сина си Жилбер в Марсилия, Франция, където и умира на 23 април 1884 г.